# Porphyrinia peralbida
Porphyrinia peralbida är en fjärilsart som beskrevs av Turati och Krüger 1936. Porphyrinia peralbida ingår i släktet Porphyrinia och familjen nattflyn. Inga underarter finns listade i Catalogue of Life.